# Umweltdienst Burgenland
Die Umweltdienst Burgenland GmbH ist ein österreichischer Abfallentsorger mit Sitz im Burgenland. Eigentümer ist der Burgenländische Müllverband (171 Gemeinden des Burgenlandes).

## Geschäftsfelder des UDB
- Haushaltsentsorgung für den Burgenländischen Müllverband
- Container-Entsorgung für Gewerbe- und Industrieabfälle
- Regionalpartner der zugelassenen Systeme für Verpackungsverordnung und Elektroaltgeräte-Verordnung
- Entsorgung von gefährlichen und nicht gefährlichen Abfällen
- Betreiber einer mechanisch-biologischen Abfallbehandlungsanlage
- Abfallwirtschaftskonzepte

## Standorte
- Zentrale: Oberpullendorf, Rottwiese 65[1]
- Sammelzentrum Nord: Gols, Hochäcker 2[2]
- Sammelzentrum Mitte: Großhöflein, Am Föllig 3[3]
- Sammelzentrum Süd: Oberwart, Umweltstraße 1[4]
- Ressourcenpark: Heiligenkreuz im Lafnitztal, Industriegelände 8[5]

## Energy Globe Award 2011
Das Unternehmen wurde 2011 für seine Projekte „Windkraftturbine und Deponieschwachgasverwertung“ mit dem Energy Globe Award 2011 ausgezeichnet.